# Partido Ecologista "Os Verdes"
O Partido Ecologista "Os Verdes" (PEV) é um partido político português verde. Foi fundado em 1982 e concorreu sempre a eleições em coligação com o PCP, primeiro na Aliança Povo Unido (APU) e depois na Coligação Democrática Unitária (CDU). Conta com uma intervenção e um conhecimento importantes nas áreas do ambiente e da ecologia.
Dos dez partidos eleitos em 2019 à Assembleia da República, o PEV era o único que nunca concorreu a eleições — sejam elas legislativas ou autárquicas — sozinho, tendo também apoiado sempre os mesmos candidatos presidenciais que o PCP. No entanto, Heloísa Apolónia, ex-líder parlamentar d'Os Verdes, afirmou que o partido "não tem medo de ir a eleições sozinho". Nas eleições legislativas de 2022 o PEV não conseguiu eleger nenhum deputado, deixando a Assembleia da República a partir da XV Legislatura. Nas eleições legislativas de 2024, também não conseguiu eleger nenhum deputado.

## História
O Partido Ecologista "Os Verdes" nasceu em 1982 (com a então denominação de Movimento Ecologista Português - Partido "Os Verdes"), da vontade de um grupo de cidadãos de promover uma intervenção ecologista mais activa na sociedade portuguesa.
Empenhados em alertar a opinião pública para os desafios ecológicos que então se colocavam a nível planetário, para os problemas de ambiente que também já se começavam a fazer sentir em Portugal e cientes ainda da urgência de encontrar respostas adequadas para os mesmos, o Partido Ecologista "Os Verdes" fixou como objectivo transportar estas preocupações para o mais alto nível institucional, em paralelo com o desenvolvimento de acções locais, de modo a contribuir para o crescimento da consciência ecologista dos cidadãos.
Para cumprir com estes objectivos, foram dinamizados os Colectivos Regionais do Partido Ecologista "Os Verdes", que não pararam de crescer desde então; promoveram-se iniciativas diversificadas, denunciaram-se problemas, exigiu-se a sua resolução junto do poder e reflectir novas soluções para o futuro; delinearam-se estratégias políticas para garantir a representação de uma voz ecologista na Assembleia da República e no poder local. Neste sentido, o Partido Ecologista "Os Verdes" tem participado em várias coligações eleitorais com outros partidos (APU, CDU, Com Lisboa e outras). É frequentemente criticado por nunca ter ido a eleições sozinho, sendo amiúde apelidado de "apêndice do PCP".

### Lei do financiamento dos partidos
Em 2017, o PEV votou, juntamente com o PS, PSD, BE e PCP, a favor da abolição do limite de angariação de fundos por parte de partidos políticos, permitindo assim que todos os partidos recebam "donativos" ilimitados por parte entidades privadas que, no entanto, não são obrigados a revelar publicamente. Apesar de discordar com a proposta, por preferir que os partidos fossem exclusivamente financiados pelo estado, o presidente da república Marcelo Rebelo de Sousa aprovou-a em 2018.

## Representação
O Partido Ecologista "Os Verdes" está atualmente representado:
- No poder local, com cerca de cinquenta eleitos nas autarquias (vereadores, membros de assembleias municipais e de freguesias);
- Na Comissão Nacional de Eleições;[17]
- No Conselho Nacional de Educação.[18]

## Organização
O Partido Ecologista "Os Verdes" está organizado:
1. Convenção do Partido Ecologista "Os Verdes";
2. Conselho Nacional do Partido Ecologista "Os Verdes" — órgão máximo entre convenções, no qual as regiões estão representadas;
3. Comissão Executiva Nacional do Partido Ecologista "Os Verdes" — órgão com poderes de execução delegados pelo Conselho Nacional;
4. Colectivos Regionais do Partido Ecologista "Os Verdes";
5. Ecolojovem - "Os Verdes" — organização de Juventude do Partido Ecologista "Os Verdes".

A Ecolojovem - "Os Verdes" está representada no Conselho Nacional de Juventude e em vários Conselhos Municipais de Juventude.

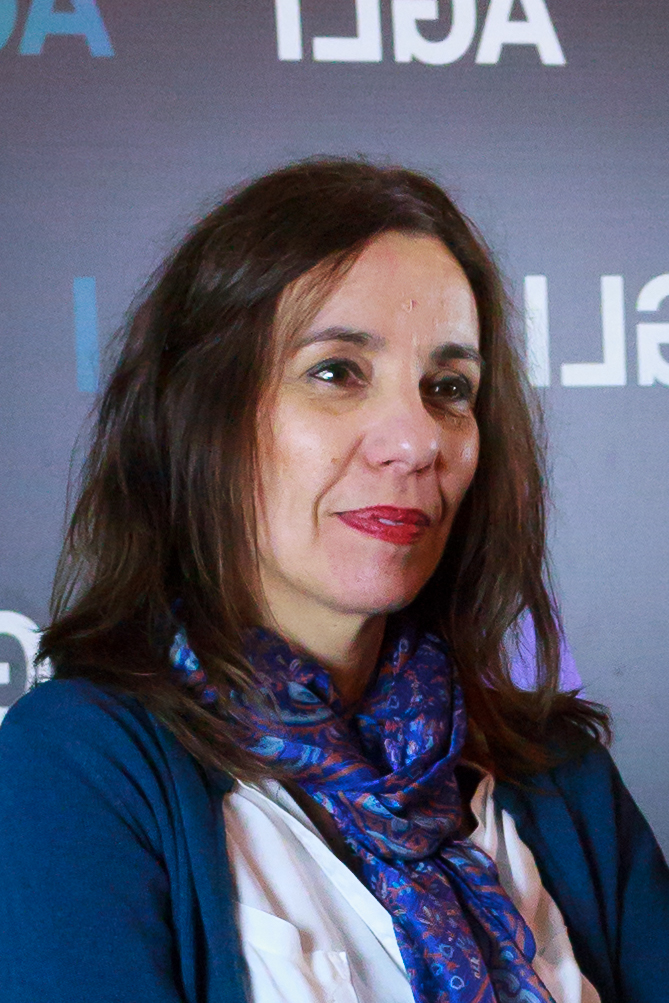
Heloísa Apolónia, ex-líder parlamentar do PEV.

## Filiações e coligações

### Filiação europeia
Em 1987, o Partido Ecologista "Os Verdes" integrou a Coordenadora dos Verdes Europeus, tendo estado no seu executivo durante dois anos;
Em 1993, o Partido Ecologista "Os Verdes" foi membro fundador da Federação dos Partidos Verdes Europeus (hoje Partido Verde Europeu);
A Ecolojovem - "Os Verdes" (Juventude do Partido Ecologista "Os Verdes"), foi membro fundador da Federação de Jovens Ecologistas Europeus e integra a Rede de Jovens Ecologistas do Mediterrâneo.

### Filiação internacional
O Partido Ecologista "Os Verdes" integra a Global Verde (Global Greens, em inglês) que é uma rede internacional de Partidos Verdes cujos princípios estão definidos na Carta dos Verdes Mundiais afirmados na sua fundação, em Abril de 2001 em Camberra (Austrália).
Actualmente a organização é constituída por quatro federações que estão se organizando para evoluir de forma cada vez mais internacional:
- Federação de África: A rede de Verdes de África;
- Federação de América: A Federação de Partidos Verdes das Américas;
- Federação de Ásia - Pacífico: A rede de Verdes de Ásia - Pacífico;
- Federação de Europa: O Partido Verde Europeu.

## Deputados

### Assembleia da República[23]
- José Luís Ferreira
- Mariana Silva

- Heloísa Apolónia
- José Luís Ferreira

- Heloísa Apolónia
- José Luís Ferreira

- Heloísa Apolónia
- José Luís Ferreira

- Heloísa Apolónia
- Francisco Madeira Lopes

- Heloísa Apolónia
- Isabel Castro (2002-2004)
- Francisco Madeira Lopes (2004-2005)[24]

- Heloísa Apolónia
- Isabel Castro

- Heloísa Apolónia
- Isabel Castro

- Isabel Castro
- André Martins

- Herculano Pombo
- Maria Amélia Santos

- Maria Amélia Santos

- António Gonzalez

### Parlamento Europeu
- Maria Amélia Santos[25]

## Resultados eleitorais

### Eleições legislativas
| Data | Líder               | Cl.                            | Votos                          | %                              | +/-                            | Deputados | +/-     | Status                                                | Notas                                        |
| ---- | ------------------- | ------------------------------ | ------------------------------ | ------------------------------ | ------------------------------ | --------- | ------- | ----------------------------------------------------- | -------------------------------------------- |
| 1983 | António Gonzalez    | Aliança Povo Unido             | Aliança Povo Unido             | Aliança Povo Unido             | Aliança Povo Unido             | 1 / 250   |         | Oposição                                              |                                              |
| 1985 | Maria Amélia Santos | Aliança Povo Unido             | Aliança Povo Unido             | Aliança Povo Unido             | Aliança Povo Unido             | 1 / 250   | Estável | Oposição                                              |                                              |
| 1987 | Herculano Pombo     | Coligação Democrática Unitária | Coligação Democrática Unitária | Coligação Democrática Unitária | Coligação Democrática Unitária | 2 / 250   | 1       | Oposição                                              | Em dezembro de 1990, passam a independentes. |
| 1991 | Isabel Castro       | Coligação Democrática Unitária | Coligação Democrática Unitária | Coligação Democrática Unitária | Coligação Democrática Unitária | 2 / 230   | Estável | Oposição                                              |                                              |
| 1995 | Isabel Castro       | Coligação Democrática Unitária | Coligação Democrática Unitária | Coligação Democrática Unitária | Coligação Democrática Unitária | 2 / 230   | Estável | Oposição                                              |                                              |
| 1999 | Isabel Castro       | Coligação Democrática Unitária | Coligação Democrática Unitária | Coligação Democrática Unitária | Coligação Democrática Unitária | 2 / 230   | Estável | Oposição                                              |                                              |
| 2002 | Isabel Castro       | Coligação Democrática Unitária | Coligação Democrática Unitária | Coligação Democrática Unitária | Coligação Democrática Unitária | 2 / 230   | Estável | Oposição                                              |                                              |
| 2005 | Heloísa Apolónia    | Coligação Democrática Unitária | Coligação Democrática Unitária | Coligação Democrática Unitária | Coligação Democrática Unitária | 2 / 230   | Estável | Oposição                                              |                                              |
| 2009 | Heloísa Apolónia    | Coligação Democrática Unitária | Coligação Democrática Unitária | Coligação Democrática Unitária | Coligação Democrática Unitária | 2 / 230   | Estável | Oposição                                              |                                              |
| 2011 | Heloísa Apolónia    | Coligação Democrática Unitária | Coligação Democrática Unitária | Coligação Democrática Unitária | Coligação Democrática Unitária | 2 / 230   | Estável | Oposição                                              |                                              |
| 2015 | Heloísa Apolónia    | Coligação Democrática Unitária | Coligação Democrática Unitária | Coligação Democrática Unitária | Coligação Democrática Unitária | 2 / 230   | Estável | Oposição (outubro-novembro de 2015)                   |                                              |
| 2015 | Heloísa Apolónia    | Coligação Democrática Unitária | Coligação Democrática Unitária | Coligação Democrática Unitária | Coligação Democrática Unitária | 2 / 230   | Estável | Apoio parlamentar (novembro de 2015- outubro de 2019) |                                              |
| 2019 | Heloísa Apolónia    | Coligação Democrática Unitária | Coligação Democrática Unitária | Coligação Democrática Unitária | Coligação Democrática Unitária | 2 / 230   | Estável | Oposição                                              |                                              |
| 2022 | Heloísa Apolónia    | Coligação Democrática Unitária | Coligação Democrática Unitária | Coligação Democrática Unitária | Coligação Democrática Unitária | 0 / 230   | 2       | Extra-parlamentar                                     |                                              |

### Eleições europeias
| Data | Cabeça de lista         | Cl.                            | Votos                          | %                              | +/-                            | Deputados | +/-     | Notas |
| ---- | ----------------------- | ------------------------------ | ------------------------------ | ------------------------------ | ------------------------------ | --------- | ------- | ----- |
| 1987 |                         | Coligação Democrática Unitária | Coligação Democrática Unitária | Coligação Democrática Unitária | Coligação Democrática Unitária | 0 / 24    |         |       |
| 1989 | Maria Amélia Santos     | Coligação Democrática Unitária | Coligação Democrática Unitária | Coligação Democrática Unitária | Coligação Democrática Unitária | 1 / 24    | 1       |       |
| 1994 |                         | Coligação Democrática Unitária | Coligação Democrática Unitária | Coligação Democrática Unitária | Coligação Democrática Unitária | 0 / 25    | 1       |       |
| 1999 | Manuela Cunha           | Coligação Democrática Unitária | Coligação Democrática Unitária | Coligação Democrática Unitária | Coligação Democrática Unitária | 0 / 25    | Estável |       |
| 2004 | Heloísa Apolónia        | Coligação Democrática Unitária | Coligação Democrática Unitária | Coligação Democrática Unitária | Coligação Democrática Unitária | 0 / 24    | Estável |       |
| 2009 | Francisco Madeira Lopes | Coligação Democrática Unitária | Coligação Democrática Unitária | Coligação Democrática Unitária | Coligação Democrática Unitária | 0 / 22    | Estável |       |
| 2014 | Manuela Cunha           | Coligação Democrática Unitária | Coligação Democrática Unitária | Coligação Democrática Unitária | Coligação Democrática Unitária | 0 / 21    | Estável |       |
| 2019 | Mariana Silva           | Coligação Democrática Unitária | Coligação Democrática Unitária | Coligação Democrática Unitária | Coligação Democrática Unitária | 0 / 21    | Estável |       |

### Eleições presidenciais
| Data | Candidato apoiado   | 1.ª Volta | 1.ª Volta | 1.ª Volta      | 2.ª Volta | 2.ª Volta | 2.ª Volta | Notas                                                |
| Data | Candidato apoiado   | Cl.       | Votos     | %              | Cl.       | Votos     | %         | Notas                                                |
| ---- | ------------------- | --------- | --------- | -------------- | --------- | --------- | --------- | ---------------------------------------------------- |
| 1991 | Maria Amélia Santos |           |           |                |           |           |           | Maria Amélia Santos desistiu a favor de Mário Soares |
| 1996 | Jorge Sampaio       |           |           |                |           |           |           | Jerónimo de Sousa desistiu a favor de Jorge Sampaio  |
| 2001 | António Abreu       | 3.º       | 223 196   | 5,16 / 100,00  |           |           |           |                                                      |
| 2006 | Jerónimo de Sousa   | 4.º       | 474 083   | 8,58 / 100,00  |           |           |           |                                                      |
| 2011 | Francisco Lopes     | 4.º       | 301 017   | 7,14 / 100,00  |           |           |           |                                                      |
| 2016 | Sampaio da Nóvoa    | 2.º       | 1 062 138 | 22,88 / 100,00 |           |           |           | O PEV recomendou o voto em 3 candidatos.             |
| 2016 | Marisa Matias       | 3.º       | 469 814   | 10,12 / 100,00 |           |           |           | O PEV recomendou o voto em 3 candidatos.             |
| 2016 | Edgar Silva         | 5.º       | 183 051   | 3,94 / 100,00  |           |           |           | O PEV recomendou o voto em 3 candidatos.             |
| 2021 | João Ferreira       | 4.º       | 179 764   | 4,31 / 100,00  |           |           |           |                                                      |